# Atlaszlepke
Az atlaszlepke (Attacus atlas) a valódi lepkék (Glossata) Heteroneura alrendágában a  pávaszemek (Saturniidae) családjába sorolt Attacus nem legnagyobb termetű faja.

## Elterjedése
Nagy számban él Délkelet-Ázsiában, Dél-Kínában, de fellelhető Thaiföldön, Indonéziában és Indiában is.

## Megjelenése, felépítése
A világ egyik legnagyobb lepkéje: ennek a fajnak a szárnyfelülete a legnagyobb. Egyes az Ornithoptera nembe tartozó fajok szárnyának a fesztávolsága ugyan nagyobb, mindenesetre az atlaszlepke a legnagyobb fesztávolságú éjszakai lepke. A nőstények még a hímeknél is nagyobbak és súlyosabbak, szárnyuk fesztávolsága elérheti a 26 centimétert. A szárnyak alapszíne a vöröses okkersárgától a sötét vörösbarnáig változó; mindegyiket egy-egy nagy, háromszögű üvegablak és szépen ívelt fekete, fehér és sárga rajzok díszítik.

## Életmódja, élőhelye
Éjjeli lepke; a trópusi, illetve szubtrópusi erdőségek lakója.

### Szaporodása
A nőstény atlaszlepke feromonokkal csalogatja magához a hímet: az illatanyagot a hím atlaszlepke antennáival fogja fel. A nagy, pelyhes antennái roppant érzékenyek, rajtuk akár 10 000 kemoreceptor is lehet. Ezekkel a különleges érzékelőkkel a hím akár másfél kilométerről is felfedezheti a nőstényeket, amelyek egyébként szexuálisan passzívak és kikelési helyüktől nem nagyon távolodnak el.
Hernyója heterofág, fogságban nevelve kedvenc tápnövényei:
- fagyal (Ligustrum spp.),
- nyári orgona (Buddleja spp.); de ezek hiányában jóformán minden fás szárú növényen felnevelhető.

Természetes élőhelyén tápnövényei bizonyos citrusfélék és más örökzöldek.
Többszöri vedlés után bábozódik be; ehhez nagy, körte alakú gubót sző, amit vékony nyéllel erősít az alaphoz. A hetekig tartó nyugalmi állapot folyamán teste teljesen átalakul. A bábok fejlődéséhez és a lepkék kikeléséhez minimum 22 fokos meleg és nyolcvan százalék páratartalom kell. A fölpattanó burokból kibújik az imágó: szárnya hamarosan megszárad, és elkezdi mintegy egy hetes lepkeéletét.
|  |  |

## Felhasználása
Indiában selyméért tenyésztik: a selyemlepkével ellentétben az atlaszlepke selymét törött szálakban választja ki. Ez a barna, gyapjúszerű selyem, az ún. fagara tartósabb, mint a selyemhernyó selyme.

## Egyéb
2011 nyarán a székelyudvarhelyi Haáz Rezső Múzeumban a Vulticulus Földrajzi Társaság trópusi lepkeházat szervezett, aminek fő látványossága a helyben keltetett atlaszlepke volt.